# Temporada do Club Universidad de Chile de 2012
O Club Universidad de Chile em 2012 irá participar de sete competições: Torneio Apertura, Copa Libertadores, Copa Chile, Copa Suruga Bank, Recopa Sul-Americana, Torneio Clausura e Copa Sul-Americana.

## Fatos marcantes

### Transferências

#### Entradas
No dia 2 de dezembro de 2011, a Universidad de Chile comprou 50% do passe do atacante Junior Fernandes por $US 700.000. No dia 5 de dezembro de 2011, foi apresentado na Universidad de Chile como novo camisa 9. Na sua apresentação disse "soy hincha de la U y mi ídolo es Marcelo Salas, porque hizo cosas muy grandes por el club y por esta camiseta".
A Universidad de Chile repatriou o meia Pedro Morales, emprestado pelo Dínamo Zagreb, ele foi apresentado como novo camisa 10 da la 'U'.
Em 2012, a pedido de seu ex-treinador Jorge Sampaoli, Eduardo Morante, zagueiro da Seleção Equatoriana, foi contratado para preencher a lacuna na zaga deixado por José Manuel Rojas, que deixou o clube para acertar com o time carioca Botafogo e Marcos González, que deixou o clube para acertar com o também time carioca Flamengo.
Em janeiro de 2012, Emilio Hernández rescindiu com o Argentinos Juniors e voltou para a Universidad de Chile.
Em 20 de janeiro de 2012, Raúl Ruidíaz foi confirmado como novo reforço da Universidad de Chile, com um contrato de apenas seis meses.
Após o atacante Sebastián Ubilla do Santiago Wanderers ser artilheiro da fase regular do Torneio Apertura 2012 com onze gols,  acabou chamando a atenção do técnico Jorge Sampaoli da Universidad de Chile que pediu contratação do jogador, já estreando para a partida válida pela semifinal da Copa Libertadores contra o Boca Juniors. Em 1º de junho de 2012, após dias de especulações, finalmente foi confirmado como novo reforço da Universidad de Chile. Seis dias depois, foi apresentado oficialmente como novo jogador do clube. La 'U' comprou 80% do passe por 1,25 milhões de dólares com contrato de quatro anos, e o jogador estreou na equipe com a camisa 19.

Em entrevista, Ubilla elogiou a La 'U' e ainda falou a respeito de sua expectativa na estreia pela semifinal da Copa Libertadores: 
| “ | Eu vim porque este é a melhor equipe do Chile. Tem uma grande torcida e é uma sólida instituição. Desde criança meu sonho foi jogar na La Bombonera e seria lindo está lá e lutar por uma final com La 'U'. | ” |

Em 27 de junho de 2012, Ezequiel Videla foi confirmado como reforço da Universidad de Chile para as disputas do Torneio Clausura, Copa Sul-Americana, Recopa Sul-Americana e Copa Suruga Bank.

#### Saídas
No dia 30 de dezembro de 2011, Diego Rivarola anunciou sua aposentadoria do futebol. O anúncio foi feito no Aeroporto de Santiago, quando estava indo passar férias em sua cidade natal, Mendoza. Rivarola confessou a um repórter chileno da decisão, que até então era sigilosa e apenas compartilhada com o presidente Federico Valdés. O contrato do jogador com seu último clube, Universidad de Chile, havia acabado no mesmo dia. "Chegou o momento de pendurar as chuteiras. Estou contente e orgulhoso por tudo que vivi no Chile, com esta camiseta e eternamente grato ao que me deu este país, e a 'La U', que é a minha casa", "Sou muito grato ao clube e a todos. Vou-me contente, tranquilo, com a sensação que fiz tudo por esta camisa", disse.
Um mês depois, após a Universidad de Chile ter conquistado a Copa Sul-Americana de 2011 e Vargas ter sido o principal jogador do time, ele acertou sua ida para o Napoli.
Em 2012, Marcos González acertou com o Flamengo para a vaga de Alex Silva, afastado.
Em maio de 2012, Marcelo Díaz foi vendido para o Basel, da Suíça, por 4 milhões de dólares. Porém, só no final desse mesmo mês, o clube suíço confirmou oficialmente a transferência do jogador, com contrato de quatro anos. Em seu site oficial, explicou que o volante integrará ao elenco do clube após o término de sua participação na Copa Libertadores e no Torneio Apertura.
Em 24 de junho de 2012, Junior Fernandes voltou a anotar um hat-trick, desta vez na vitória de 4 a 0 sobre o Colo-Colo na semifinal do Torneio Apertura de 2012. Posteriormente foi vendido para o Bayer Leverkusen da Alemanha por US$ 7,5 milhões de dólares.
Em 8 de junho de 2012, o Manchester United, da Inglaterra, confirmou a contratação do atacante Ángelo Henríquez por 3 milhões de euros. Porém, no mesmo dia, a diretoria da Universidad de Chile descartou que exista algum acordo com o clube inglês, afirmando que "Nós não chegamos em nada". Dois meses depois, foi vendido para o clube por 5,5 milhões de dólares.

## Elenco
- Atualizado em 27 de setembro de 2012.

Legenda
- : Capitão

## Comissão técnica
- Atualizado em 22 de junho de 2012.

## Transferências

### Apertura
| Entradas         |      |                           |        |
| Jogador          | Pos. | Clube anterior            | Ref.   |
| Paulo Garcés     | G    | Unión La Calera           | [ 13 ] |
| Junior Fernandes | A    | Palestino                 |        |
| Roberto Cereceda | V    | Universidad Católica      |        |
| Pedro Morales    | M    | Dínamo Zagreb             |        |
| Eduardo Morante  | Z    | Emelec                    |        |
| Emilio Hernández | M    | Argentinos Juniors        |        |
| Raúl Ruidíaz     | A    | Universitario de Deportes |        |

| Saídas            |      |                           |        |
| Jogador           | Pos. | Clube de destino          | Ref.   |
| Diego Rivarola    | A    | Aposentado                | [ 14 ] |
| Gabriel Vargas    | A    | Universidad de Concepción | [ 15 ] |
| Eduardo Vargas    | A    | Napoli                    | [ 16 ] |
| Alejandro Márquez | V    | Unión Temuco              | [ 17 ] |
| José Luis Silva   | M    | Rangers                   |        |
| Adrián Faúndez    | A    | Cobresal                  |        |
| Mauricio Gómez    | A    | Rangers                   |        |
| Nelson Rebolledo  | M    | O'Higgins                 |        |
| Diego Inostroza   | A    | Puerto Montt              |        |
| Nicolás Maturana  | M    | Rangers                   |        |
| Marcos González   | Z    | Flamengo                  |        |
| Juan Abarca       | Z    | Cobreloa                  |        |
| Gustavo Canales   | A    | Dalian Aerbin             |        |

Legenda
| - : Jogadores que retornam de empréstimo | - : Jogadores emprestados |

### Clausura
| Entradas             |      |                        |       |
| Jogador              | Pos. | Clube anterior         | Ref.  |
| Sebastián Ubilla     | A    | Santiago Wanderers     | [ 3 ] |
| Ezequiel Videla      | V    | Instituto              |       |
| Enzo Gutiérrez       | M    | O'Higgins              |       |
| Juan Pablo Passaglia | V    | Defensores de Belgrano |       |
| Luciano Civelli      | V    | Libertad               |       |
| Waldo Ponce          | Z    | Cruz Azul              |       |
| Diego Inostroza      | A    | Puerto Montt           |       |

| Saídas               |      |                     |        |
| Jogador              | Pos. | Clube de destino    | Ref.   |
| Marcelo Díaz         | V    | Basel               | [ 9 ]  |
| Junior Fernandes     | A    | Bayer Leverkusen    |        |
| Emilio Hernández     | M    | Unión Española      |        |
| Juan Pablo Passaglia | V    | Deportes La Serena  |        |
| José Luis Silva      | M    | O'Higgins           |        |
| Nicolás Maturana     | M    | Barnechea           |        |
| Esteban Conde        | G    | Atlético de Rafaela |        |
| Felipe Gallegos      | A    | Union Berlin        |        |
| Matías Pérez García  | M    | Tigre               |        |
| Raúl Ruidíaz         | A    | Coritiba            |        |
| Ángelo Henríquez     | A    | Manchester United   | [ 12 ] |

Legenda
| - : Jogadores que retornam de empréstimo | - : Jogadores emprestados |

## Competições

### Amistosos
| 24 de janeiro | Universidad de Chile     | 2 − 3[a]  | Audax Italiano                      | Centro Deportivo Azul, La Cisterna |
|               | Castro 38' · Ruidíaz 55' | Relatório | Benítez 5' · Medel 14' · Malano 27' |                                    |

#### Noche Azul
Final
| 26 de janeiro | Universidad de Chile | 1 − 1     | Nacional   | Estádio Nacional de Chile, Santiago       |
| 22:40 (UTC-3) | Morales 78'          | Relatório | Recoba 28' | Público: 25,000 Árbitro: CHI Jorge Osorio |

#### Copa Gato
Final
| 31 de janeiro | Colo-Colo                  | 2 − 1     | Universidad de Chile | Estádio Municipal Germán Becker, Temuco     |
| 22:45 (UTC-3) | Paredes 75' · González 78' | Relatório | Rodríguez 69'        | Público: 18,000 Árbitro: CHI Eduardo Gamboa |

### Torneio Apertura
Fase regular
| Classificação | Classificação        | Classificação | Classificação | Classificação | Classificação | Classificação | Classificação | Classificação | Classificação |
| Pos           | Time                 | PG            | J             | V             | E             | D             | GP            | GS            | SG            |
| ------------- | -------------------- | ------------- | ------------- | ------------- | ------------- | ------------- | ------------- | ------------- | ------------- |
| 1             | Universidad de Chile | 40            | 17            | 13            | 1             | 3             | 44            | 14            | +28           |

Legenda:      Vitórias —      Empates —      Derrotas
- Ver classificação completa aqui:

| 28 de fevereiro 1ª rodada | Universidad de Chile                                 | 4 – 1     | Cobreloa  | Santiago                                       |  |
| 20:30 (UTC-3)             | Henríquez 23', 61' · Ruidíaz 50' · Morales 69' (pen) | Relatório | Canío 32' | Estádio: Santa Laura Árbitro: CHI Jorge Osorio |  |

| 4 de fevereiro 2ª rodada | Deportes La Serena | 1 – 3     | Universidad de Chile                         | La Serena                                                     |  |
| 18:15 (UTC-3)            | Jerez 53'          | Relatório | Ruidíaz 48' · Fernandes 58' · Díaz 90' (pen) | Estádio: La Portada Público: 9,527 Árbitro: CHI Enrique Osses |  |

| 10 de fevereiro 3ª rodada | Universidad de Chile | 1 – 1     | Deportes Iquique | Santiago                                                        |  |
| 20:00 (UTC-3)             | Ruidíaz 15'          | Relatório | Brito 29'        | Estádio: Santa Laura Público: 8,236 Árbitro: CHI Patricio Polic |  |

| 18 de fevereiro 4ª rodada | Palestino   | 1 – 3     | Universidad de Chile                      | Santiago                                                        |  |
| 18:15 (UTC-3)             | Canales 65' | Relatório | Fernandes 54' · Acevedo 76' · Ruidíaz 82' | Estádio: La Cisterna Público: 5,281 Árbitro: CHI Julio Bascuñán |  |

| 25 de fevereiro 5ª rodada | O'Higgins                                        | 3 – 0     | Universidad de Chile | Rancagua                                                        |  |
| 16:00 (UTC-3)             | Gutiérrez 35' · Suárez 48' (pen) · Fernández 58' | Relatório |                      | Estádio: El Teniente Público: 6,974 Árbitro: CHI Eduardo Gamboa |  |

| 4 de março 6ª rodada | Universidad de Chile                         | 3 – 1 | Cobresal   | Santiago                                                       |  |
| 18:15 (UTC-3)        | Rodríguez 25' · Cereceda 83' · Magalhaes 87' |       | Porras 60' | Estádio: Santa Laura Público: 4,920 Árbitro: CHI Álvaro García |  |

| 10 de março 7ª rodada | Audax Italiano | 0 – 6     | Universidad de Chile                                            | La Florida                                                                    |  |
| 18:15 (UTC-3)         |                | Relatório | Rodríguez 6', 17', 54' · Mena 40' · Fernandes 63' · Ruidíaz 86' | Estádio: Bicentenário de La Florida Público: 6,693 Árbitro: CHI Enrique Osses |  |

| 17 de março 8ª rodada | Universidad de Chile                        | 3 – 2     | Unión Española   | Santiago                                                              |  |
| 18:15 (UTC-3)         | Lorenzetti 39' · Aránguiz 56' · Ruidíaz 84' | Relatório | Barriga 17', 36' | Estádio: Nacional de Chile Público: 4,922 Árbitro: CHI Patricio Polic |  |

| 23 de março 9ª rodada | Unión San Felipe | 0 – 1     | Universidad de Chile | San Felipe                                                                  |  |
| 18:00 (UTC-3)         |                  | Relatório | Rojas 85'            | Estádio: Municipal de San Felipe Público: 5,000 Árbitro: CHI Eduardo Gamboa |  |

| 1 de abril 10ª rodada | Universidad de Chile | 2 – 0     | Rangers | Santiago                                                             |  |
| 18:30 (UTC-3)         | Ruidíaz 84', 90+3'   | Relatório |         | Estádio: Nacional de Chile Público: 6,100 Árbitro: CHI Enrique Osses |  |

| 8 de abril 11ª rodada | Universidad de Chile                          | 3 – 0     | Santiago Wanderers | Santiago                                                            |  |
| 16:00 (UTC-3)         | Henríquez 24' · Fernandes 51' · Hernández 89' | Relatório |                    | Estádio: Nacional de Chile Público: 6,538 Árbitro: CHI Claudio Puga |  |

| 15 de abril 12ª rodada | Unión La Calera | 0 – 1     | Universidad de Chile | Santiago                                                      |  |
| 16:00 (UTC-3)          |                 | Relatório | Fernandes 62'        | Estádio: Santa Laura Público: 5,723 Árbitro: CHI Jorge Osorio |  |

| 22 de abril 13ª rodada | Universidad de Chile                          | 4 – 0     | Antofagasta | Santiago                                                      |  |
| 18:30 (UTC-3)          | Gallegos 1' · Henríquez 46', 67' · Castro 64' | Relatório |             | Estádio: Santa Laura Público: 6,194 Árbitro: CHI Carlos Ulloa |  |

| 29 de abril 14ª rodada | Universidad de Chile                                             | 5 – 0     | Colo-Colo | Santiago                                                               |  |
| 16:00 (UTC-4)          | Díaz 45' · Rodríguez 46', 90+1' · Lichnovsky 69' · Henríquez 78' | Relatório |           | Estádio: Nacional de Chile Público: 37,513 Árbitro: CHI Patricio Polic |  |

| 6 de maio 15ª rodada | Univ. de Concepción           | 2 – 0     | Universidad de Chile | Concepción                                                                  |  |
| 16:00 (UTC-4)        | Ramos 27' (pen) · Jimenez 86' | Relatório |                      | Estádio: Municipal de Concepción Público: 17,275 Árbitro: CHI Roberto Tobar |  |

| 13 de maio 16ª rodada | Universidad Católica      | 2 – 1     | Universidad de Chile | Santiago                                                                     |  |
| 16:00 (UTC-4)         | Castillo 30' · Trecco 33' | Relatório | Lichnovsky 26'       | Estádio: San Carlos de Apoquindo Público: 10,431 Árbitro: CHI Eduardo Gamboa |  |

| 20 de maio 17ª rodada | Universidad de Chile                             | 4 – 0     | Huachipato | Santiago                                                      |  |
| 18:30 (UTC-4)         | Castro 27' · Gallegos 75' · Henríquez 82', 90+1' | Relatório |            | Estádio: Santa Laura Público: 5,880 Árbitro: CHI Claudio Puga |  |

Quartas de final
As partidas pela fase de play-offs:
| 27 de maio    | Cobreloa | 0 − 2     | Universidad de Chile        | Municipal de Calama, Calama                |
| 16:00 (UTC-4) |          | Relatório | Aránguiz 8' · Rodríguez 58' | Público: 7,928 Árbitro: CHI Julio Bascuñán |

| 11 de junho   | Universidad de Chile         | 2 − 1     | Cobreloa   | Nacional de Chile, Santiago               |
| 20:00 (UTC-4) | Henríquez 41' · Cereceda 73' | Relatório | Abarca 49' | Público: 10,795 Árbitro: CHI Claudio Puga |

- Universidad de Chile ganhou por 4−1 no placar global.

Semifinal
| 17 de junho   | Colo-Colo                 | 2 − 0     | Universidad de Chile | Monumental, Santiago        |
| 15:30 (UTC-4) | Paredes 14' · Rabello 46' | Relatório |                      | Árbitro: CHI Eduardo Gamboa |

| 24 de junho   | Universidad de Chile                   | 4 − 0     | Colo-Colo | Nacional de Chile, Santiago                |
| 15:30 (UTC-4) | Henríquez 7' · Fernandes 20', 84', 90' | Relatório |           | Público: 29,862 Árbitro: CHI Enrique Osses |

- Universidad de Chile ganhou por 4−2 no placar global.

Final
| 28 de junho   | O'Higgins            | 2 − 1     | Universidad de Chile | El Teniente, Rancagua                     |
| 16:00 (UTC-4) | Rojas 1' · López 71' | Relatório | Marino 28'           | Público: 11,500 Árbitro: CHI Jorge Osório |

| 2 de julho    | Universidad de Chile              | 2 − 1     | O'Higgins           | Nacional de Chile, Santiago                |
| 15:30 (UTC-4) | Aránguiz 66' (pen) · Marino 90+2' | Relatório | Fernández 30' (pen) | Público: 44,198 Árbitro: CHI Enrique Osses |

|                       |       | Penalidades                  |  |
| Aránguiz Díaz Ruidíaz | 2 – 0 | Rojas Suárez Opazo Gutiérrez |  |

- Universidad de Chile empatou por 3−3 no placar global. Porém conquistou o título vencendo por 2−0 nos pênaltis.

| Torneio Apertura                          |
| Chile                                     |
| ----------------------------------------- |
| Universidad de Chile Campeão (16º título) |

### Copa Libertadores
Segunda fase
Fase de grupos - Grupo 8
| Classificação | Classificação        | Classificação | Classificação | Classificação | Classificação | Classificação | Classificação | Classificação | Classificação |
| Pos           | Time                 | PG            | J             | V             | E             | D             | GP            | GS            | SG            |
| ------------- | -------------------- | ------------- | ------------- | ------------- | ------------- | ------------- | ------------- | ------------- | ------------- |
| 1             | Universidad de Chile | 13            | 6             | 4             | 1             | 1             | 11            | 6             | +5            |

Legenda:      Vitórias —      Empates —      Derrotas
- Ver classificação completa aqui:

| 14 de fevereiro Ida | Atlético Nacional        | 2 – 0     | Universidad de Chile | Medellín, Colômbia                                      |  |
| 21:30 (UTC-5)       | Valencia 27' · Pabón 80' | Relatório |                      | Estádio: Atanasio Girardot Árbitro: PER Víctor Carrillo |  |

| 22 de fevereiro Ida | Universidad de Chile                                     | 5 – 1     | Godoy Cruz | Santiago, Chile                                       |  |
| 19:45 (UTC-3)       | Fernandes 29', 45', 72' · Lorenzetti 34' · Henríquez 90' | Relatório | Sigali 53' | Estádio: Nacional de Chile Árbitro: BRA Wilson Seneme |  |

| 6 de março Ida | Peñarol     | 1 – 1     | Universidad de Chile | Montevidéu, Uruguai                         |  |
| 20:30 (UTC-2)  | Freitas 21' | Relatório | Fernandes 34'        | Estádio: Centenário Árbitro: ECU Omar Ponce |  |

| 27 de março Volta | Universidad de Chile | 2 – 1     | Peñarol    | Santiago, Chile                                        |  |
| 21:30 (UTC-3)     | Rodríguez 2', 90+1'  | Relatório | Valdez 51' | Estádio: Nacional de Chile Árbitro: BRA Leandro Vuaden |  |

| 4 de abril Volta | Godoy Cruz | 0 – 1     | Universidad de Chile | Mendoza, Argentina                                        |  |
| 19:30 (UTC-3)    |            | Relatório | Henríquez 45+2'      | Estádio: Malvinas Argentinas Árbitro: PAR Carlos Amarilla |  |

| 19 de abril Volta | Universidad de Chile         | 2 – 1     | Atlético Nacional | Santiago, Chile                                       |  |
| 22:00 (UTC-3)     | Rodríguez 10' · González 68' | Relatório | Pabón 62'         | Estádio: Nacional de Chile Árbitro: PER Victor Rivera |  |

Oitavas de final
As partidas pela fase final da Copa Libertadores:
| 3 de maio     | Deportivo Quito                              | 4 − 1     | Universidad de Chile | Estádio Olímpico Atahualpa, Quito |
| 19:15 (UTC-5) | Alustiza 30', 56' · Checa 45' · Martínez 82' | Relatório | Rodríguez 36'        | Árbitro: MEX Francisco Chacón     |

| 10 de maio    | Universidad de Chile                                          | 6 − 0     | Deportivo Quito | Nacional de Chile, Santiago |
| 21:00 (UTC-4) | Fernandes 20', 27' · Díaz 35' · Mena 56' · Henríquez 70', 73' | Relatório |                 | Árbitro: ARG Néstor Pittana |

- Universidad de Chile ganhou por 7−4 no placar global.

Quartas de final
| 16 de maio    | Libertad   | 1 − 1     | Universidad de Chile | Estádio Dr. Nicolás Leoz, Assunção |
| 18:30 (UTC-4) | Cáceres 7' | Relatório | Lorenzetti 55'       | Árbitro: URU Darío Ubriaco         |

| 24 de maio    | Universidad de Chile | 1 − 1     | Libertad            | Estádio Nacional, Santiago |
| 21:30 (UTC-4) | Díaz 17'             | Relatório | González 22' (g.c.) | Árbitro: COL Wilmar Roldán |

|                                            |       | Penalidades                   |  |
| Aránguiz Díaz Ruidíaz Rodríguez Lorenzetti | 5 – 3 | Velázquez Cáceres Ayala Muñoz |  |

- Universidad de Chile empatou por 2−2 no placar global. Porém se classificou nos pênaltis por 5−3.

Semifinal
| 14 de junho   | Boca Juniors                 | 2 – 0     | Universidad de Chile | Estádio La Bombonera, Buenos Aires |
| 20:15 (UTC-3) | Silva 14' · Sánchez Miño 54' | Relatório |                      | Árbitro: COL Wilmar Roldán         |

| 21 de junho   | Universidad de Chile | 0 – 0     | Boca Juniors | Estádio Nacional, Santiago |
| 20:15 (UTC-4) |                      | Relatório |              | Árbitro: URU Darío Ubriaco |

- Universidad de Chile perdeu por 2–0 no placar global e foi eliminado da competição.

### Copa Chile
Fase de grupos
| Classificação | Classificação        | Classificação | Classificação | Classificação | Classificação | Classificação | Classificação | Classificação | Classificação |
| Pos           | Time                 | PG            | J             | V             | E             | D             | GP            | GS            | SG            |
| ------------- | -------------------- | ------------- | ------------- | ------------- | ------------- | ------------- | ------------- | ------------- | ------------- |
| 2             | Universidad de Chile | 9             | 6             | 2             | 3             | 1             | 15            | 8             | 7             |

Legenda:      Vitórias —      Empates —      Derrotas
- Ver classificação completa aqui:

| 15 de agosto 1ª rodada | Unión La Calera | 0 − 0     | Universidad de Chile | Quillota                                                  |  |
|                        |                 | Relatório |                      | Estádio: Municipal Lucio Fariña Árbitro: CHI Carlos Ulloa |  |

| 12 de setembro 2ª rodada | Universidad de Chile                     | 3 − 3     | Santiago Morning                      | Santiago                                          |  |
|                          | Castro 59' · Inostroza 81' · Morante 87' | Relatório | Escalante 17' · Núñez 36' · Sólis 85' | Estádio: Santa Laura Árbitro: CHI René de la Rosa |  |

| 9 de setembro 3ª rodada | Universidad de Chile       | 2 − 2     | Santiago Wanderers | Santiago                                               |  |
|                         | Carmona 14' · Leyton 45+4' | Relatório | Salmerón 15', 74'  | Estádio: Nacional de Chile Árbitro: CHI Patricio Polic |  |

| 10 de outubro 4ª rodada | Universidad de Chile | 1 − 2     | Unión La Calera            | Santiago                                       |  |
|                         | Duma 5'              | Relatório | Benegas 38' · González 45' | Estádio: Santa Laura Árbitro: CHI Manuel Costa |  |

| 17 de outubro 5ª rodada | Santiago Morning | 0 − 5     | Universidad de Chile                                     | Santiago                                        |  |
|                         |                  | Relatório | Castro 25' · Duma 39' · Morales 45', 63' · Rodríguez 86' | Estádio: Santa Laura Árbitro: CHI Enrique Osses |  |

| 13 de outubro 6ª rodada | Santiago Wanderers | 1 − 4     | Universidad de Chile                                  | Valparaíso                                         |  |
|                         | Cólzera 40'        | Relatório | Castro 36' · Marino 52' · Ubilla 54' · Lorenzetti 63' | Estádio: Elías Figueroa Árbitro: CHI Roberto Tobar |  |

Oitavas de final
| 29 de novembro | Universidad de Chile               | 3 – 0     | Univ. de Concepción | Estádio Santa Laura, Santiago |
| 19:00 (UTC-3)  | Duma 8' · Marino 51' · Morales 87' | Relatório |                     | Árbitro: CHI Álvaro García    |

| 2 de dezembro | Univ. de Concepción | 1 – 3     | Universidad de Chile       | Estádio Municipal de Concepción, Concepción |
| 15:30 (UTC-3) | Diaz 68'            | Relatório | Duma 22', 37' · Castro 42' | Árbitro: CHI Manuel Acosta                  |

- Universidad de Chile vence por 6–1 no placar global.

Quartas de final
| 12 de janeiro de 2013 | Unión Temuco | – | Universidad de Chile | Estádio Municipal Germán Becker, Temuco |
| ? (UTC-3)             |              |   |                      | Árbitro: ?                              |

| ? de 2013 | Universidad de Chile | – | Unión Temuco | Estádio Nacional de Chile, Santiago |
| ? (UTC-3) |                      |   |              | Árbitro: ?                          |

### Copa Suruga Bank
Final
| 1 de agosto   | Kashima Antlers               | 2 − 2     | Universidad de Chile                     | Estádio Kashima, Kashima       |
| 19:00 (UTC+9) | Iwamasa 17' · Renato Cajá 26' | Relatório | Iwamasa 39' (g.c.) · Aránguiz 72' (pen.) | Árbitro: AUS Christopher Beath |

|                                                    |       | Penalidades                                                  |  |
| Juninho Koroki Sogahata Endo Motoyama Araiba Nishi | 7 – 6 | Aránguiz Rodríguez Lorenzetti Cereceda Marino Herrera Castro |  |

- Universidad de Chile empatou por 2−2 no placar agregado. Porém foi vice-campeão perdendo nos pênaltis por 7−6.

### Recopa Sul-Americana
Final
| 22 de agosto  | Universidad de Chile | 0 − 0     | Santos | Nacional de Chile, Santiago |
| 21:00 (UTC-4) |                      | Relatório |        | Árbitro: ARG Néstor Pittana |

| 26 de setembro | Santos                         | 2 − 0     | Universidad de Chile | Estádio do Pacaembu, São Paulo |
| 19:00 (UTC-3)  | Neymar 27' · Bruno Rodrigo 60' | Relatório |                      | Árbitro: URU Martín Vásquez    |

- Universidad de Chile foi vice-campeão após perder por 2−0 no placar global.

### Torneio Clausura
Fase de grupos
| Classificação | Classificação        | Classificação | Classificação | Classificação | Classificação | Classificação | Classificação | Classificação | Classificação |
| Pos           | Time                 | PG            | J             | V             | E             | D             | GP            | GS            | SG            |
| ------------- | -------------------- | ------------- | ------------- | ------------- | ------------- | ------------- | ------------- | ------------- | ------------- |
| 2             | Universidad de Chile | 33            | 17            | 9             | 6             | 2             | 32            | 20            | 12            |

Legenda:      Vitórias —      Empates —      Derrotas
- Ver classificação completa aqui:

| 4 de setembro 1ª rodada | Cobreloa | 0 − 1     | Universidad de Chile | Calama                                                 |  |
| 16:00 (UTC-3)           |          | Relatório | Gutiérrez 73'        | Estádio: Municipal de Calama Árbitro: CHI Jorge Osório |  |

| 16 de julho 2ª rodada | Universidad de Chile                                                        | 5 − 2     | Deportes La Serena | Santiago                                         |  |
| 16:00 (UTC-4)         | Aránguiz 40' · Gallegos 43' · Henríquez 54' · Morante 82' · Gutiérrez 90+2' | Relatório | Arrué 4', 53'      | Estádio: Santa Laura Árbitro: CHI Patricio Polic |  |

| 21 de julho 3ª rodada | Deportes Iquique | 0 − 0     | Universidad de Chile | Iquique                                                               |  |
| 16:00 (UTC-4)         |                  | Relatório |                      | Estádio: Tierra de Campeones Público: 7 845 Árbitro: CHI Claudio Puga |  |

| 8 de agosto 4ª rodada | Universidad de Chile                      | 3 − 2     | Palestino                 | Santiago                                          |  |
| 19:00 (UTC-4)         | Rodríguez 32' · Lorenzetti 39' · Mena 48' | Relatório | Filgueira 63' · Simón 83' | Estádio: Santa Laura Árbitro: CHI René de la Rosa |  |

| 29 de agosto 5ª rodada | Universidad de Chile | 1 − 1     | O'Higgins   | Santiago                                              |  |
| 20:00 (UTC-4)          | Gutiérrez 13'        | Relatório | Barroso 42' | Estádio: Nacional de Chile Árbitro: CHI Roberto Tobar |  |

| 11 de agosto 6ª rodada | Cobresal    | 1 − 2     | Universidad de Chile | El Salvador                                  |  |
| 16:00 (UTC-4)          | Alegría 14' | Relatório | Gutiérrez 79', 85'   | Estádio: El Cobre Árbitro: CHI Álvaro García |  |

| 18 de agosto 7ª rodada | Universidad de Chile       | 2 − 1     | Audax Italiano | Santiago                                         |  |
| 16:00 (UTC-4)          | Rodríguez 36' · Marino 88' | Relatório | Oviedo 68'     | Estádio: Santa Laura Árbitro: CHI Eduardo Gamboa |  |

| 25 de agosto 8ª rodada | Unión Española                                           | 5 − 2     | Universidad de Chile           | Santiago                                       |  |
| 12:30 (UTC-4)          | Jaime 24', 36' · Rubio 57' · Vecchio 75' · Hernández 81' | Relatório | Rodríguez 18' · Lorenzetti 42' | Estádio: Santa Laura Árbitro: CHI Jorge Osório |  |

| 1 de setembro 9ª rodada | Universidad de Chile     | 2 − 0     | Unión San Felipe | Santiago                                         |  |
| 18:15 (UTC-4)           | Gutiérrez 35' · Mena 88' | Relatório |                  | Estádio: Santa Laura Árbitro: CHI Claudio Aranda |  |

| 15 de setembro 10ª rodada | Rangers                         | 2 − 2     | Universidad de Chile           | Talca                                                |  |
| 12:30 (UTC-3)             | Llanos 41' · Caraglio 51' (pen) | Relatório | Lorenzetti 35' · Civelli 90+1' | Estádio: Fiscal de Talca Árbitro: CHI Eduardo Gamboa |  |

| 22 de setembro 11ª rodada | Santiago Wanderers       | 2 − 2     | Universidad de Chile         | Valparaíso                                                |  |
| 16:00 (UTC-3)             | Castillo 28' · Silva 80' | Relatório | Gutiérrez 83' · Castro 90+1' | Estádio: Elías Figueroa Brander Árbitro: CHI Jorge Osório |  |

| 29 de setembro 12ª rodada | Universidad de Chile | 0 − 0     | Unión La Calera | Santiago                                         |  |
| 12:30 (UTC-3)             |                      | Relatório |                 | Estádio: Santa Laura Árbitro: CHI Julio Bascuñán |  |

| 7 de outubro 13ª rodada | Antofagasta                  | 2 − 4     | Universidad de Chile                       | Copiapó                                                        |  |
| 15:00 (UTC-3)           | Elizondo 8' · Valenzuela 77' | Relatório | Rodríguez 27' (pen), 38' · Ubilla 56', 62' | Estádio: Luis Valenzuela Hermosilla Árbitro: CHI Roberto Tobar |  |

| 21 de outubro 14ª rodada | Colo-Colo | 1 − 0     | Universidad de Chile | Santiago                                        |  |
| 16:00 (UTC-3)            | Muñoz 77' | Relatório |                      | Estádio: Monumental Árbitro: CHI Patricio Polic |  |

| 14 de novembro 15ª rodada | Universidad de Chile                     | 3 − 1     | Univ. de Concepción | Santiago                                       |  |
| 20:00 (UTC-3)             | Duma 19' · Magalhaes 38' · Rodríguez 65' | Relatório | G.Vargas 89'        | Estádio: Santa Laura Árbitro: CHI Carlos Ulloa |  |

| 4 de novembro 16ª rodada | Universidad de Chile | 0 − 0     | Universidad Católica | Santiago                                              |  |
| 16:00 (UTC-3)            |                      | Relatório |                      | Estádio: Nacional de Chile Árbitro: CHI Roberto Tobar |  |

| 10 de novembro 17ª rodada | Huachipato | 0 − 3     | Universidad de Chile                    | Talcahuano                                   |  |
| 12:00 (UTC-3)             |            | Relatório | Duma 16' · Ubilla 26' · Muñoz 40' (g.c) | Estádio: CAP Árbitro: CHI Claudio Fuenzalida |  |

Quartas de final
As partidas pela fase de play-offs:
| 21 de novembro | Unión Española | 0 − 0     | Universidad de Chile | Estádio Santa Laura, Santiago |
| 19:00 (UTC-3)  |                | Relatório |                      | Árbitro: CHI Eduardo Gamboa   |

| 25 de novembro | Universidad de Chile | 1 − 4     | Unión Española                             | Estádio Nacional de Chile, Santiago |
| 17:45 (UTC-3)  | Ubilla 14'           | Relatório | Jaime 51' · Hernández 75' · Rubio 85', 90' | Árbitro: CHI Enrique Osses          |

- Universidad de Chile perdeu por 4–1 no placar global e foi eliminado da competição.

### Copa Sul-Americana
A Universidad de Chile entrará a partir das oitavas de final, por ter sido o campeão da edição anterior.
Oitavas de final
| 2 de outubro  | Universidad de Chile       | 2 – 2     | Emelec                   | Estádio Nacional, Santiago    |
| 19:15 (UTC-3) | Gutiérrez 18' · Ubilla 46' | Relatório | Figueroa 16' · Pavón 41' | Árbitro: BRA Marcelo Henrique |

| 25 de outubro | Emelec | 0 – 1     | Universidad de Chile | Estádio George Capwell, Guayaquil |
| 19:45 (UTC-5) |        | Relatório | Gutiérrez 57'        | Árbitro: ARG Saúl Laverni         |

- Universidad de Chile venceu por 3–2 no placar global.

Quartas de final
| 31 de outubro | Universidad de Chile | 0 – 2     | São Paulo            | Estádio Nacional, Santiago  |
| 20:50 (UTC-3) |                      | Relatório | Willian José 8', 18' | Árbitro: URU Martín Vazquez |

| 7 de novembro | São Paulo                                                        | 5 – 0     | Universidad de Chile | Estádio do Morumbi, São Paulo |
| 21:50 (UTC-2) | Jádson 4', 76' · Lucas 21' · Luís Fabiano 28' · Rafael Tolói 64' | Relatório |                      | Árbitro: PAR Enrique Cáceres  |

- Universidad de Chile perdeu por 7–0 no placar global e foi eliminado da competição.

## Partidas oficiais disputadas
O clube disputou 69 partidas, sendo 34 partidas como mandante, 35 como visitante, sendo 36 vitórias, 18 empates e 15 derrotas. A equipe marcou 134 gols e sofreu 80, com saldo de 54 gols.
Legenda:      Vitórias —      Empates —      Derrotas

### Primeira partida
| 4 de fevereiro Torneio Apertura | Deportes La Serena  | 1 – 3     | Universidad de Chile                         | La Serena                                                     |  |
| 18:15 (UTC-3)                   | José Luis Jerez 53' | Relatório | Ruidíaz 48' · Fernandes 58' · Díaz 90' (pen) | Estádio: La Portada Público: 9,527 Árbitro: CHI Enrique Osses |  |

### Última partida
| 2 de dezembro Copa Chile | Univ. de Concepción | 1 − 3     | Universidad de Chile       | Concepción                                                  |  |
| 15:30 (UTC-3)            | Diaz 68'            | Relatório | Duma 22', 37' · Castro 42' | Estádio: Municipal de Concepción Árbitro: CHI Manuel Acosta |  |

### Próxima partida
| 12 de janeiro de 2013 Copa Chile | Unión Temuco | − | Universidad de Chile | Temuco                                              |  |
| ?                                |              |   |                      | Estádio: Estádio Municipal Germán Becker Árbitro: ? |  |

### Campanha
Essa é a campanha na temporada:
|               | Mandante | Visitante | Total |  |
| ------------- | -------- | --------- | ----- |  |
| Jogos         | 34       | 35        | 69    |  |
| Vitórias      | 21       | 15        | 36    |  |
| Empates       | 10       | 8         | 18    |  |
| Derrotas      | 3        | 12        | 15    |  |
|               |          |           |       |  |
| Gols marcados | 81       | 53        | 134   |  |
| Gols sofridos | 33       | 47        | 80    |  |
| Saldo de gols | 48       | 6         | 54    |  |

Última atualização em 4 de dezembro de 2012.

## Artilharia
A artilharia da temporada:
Em negrito, jogadores que deixaram o clube.
Apertura
| 01    | Ángelo Henríquez   | 14 | 10 | 4  |  |  |  |
|       | Junior Fernandes   | 14 | 8  | 6  |  |  |  |
| 02    | Matías Rodríguez   | 11 | 7  | 4  |  |  |  |
| 03    | Raúl Ruidíaz       | 8  | 8  |    |  |  |  |
| 04    | Marcelo Díaz       | 4  | 2  | 2  |  |  |  |
| 05    | Charles Aránguiz   | 3  | 3  |    |  |  |  |
|       | Gustavo Lorenzetti | 3  | 1  | 2  |  |  |  |
| 06    | Eugenio Mena       | 2  | 1  | 1  |  |  |  |
|       | Felipe Gallegos    | 2  | 2  |    |  |  |  |
|       | Francisco Castro   | 2  | 2  |    |  |  |  |
|       | Guillermo Marino   | 2  | 2  |    |  |  |  |
|       | Igor Lichnovsky    | 2  | 2  |    |  |  |  |
|       | Roberto Cereceda   | 2  | 2  |    |  |  |  |
| 07    | Albert Acevedo     | 1  | 1  |    |  |  |  |
|       | Emilio Hernández   | 1  | 1  |    |  |  |  |
|       | José Rojas         | 1  | 1  |    |  |  |  |
|       | Osvaldo González   | 1  |    | 1  |  |  |  |
|       | Paulo Magalhaes    | 1  | 1  |    |  |  |  |
|       | Pedro Morales      | 1  | 1  |    |  |  |  |
|       |                    |    |    |    |  |  |  |
| TOTAL | TOTAL              | 75 | 55 | 20 |  |  |  |

Clausura
| #     | Futebolista        | Total | Torneio Clausura | Copa Chile | Copa Sul- Americana | Copa Suruga Bank |  |
| ----- | ------------------ | ----- | ---------------- | ---------- | ------------------- | ---------------- |  |
| 01    | Enzo Gutiérrez     | 9     | 7                |            | 2                   |                  |  |
| 02    | Juan Duma          | 7     | 2                | 5          |                     |                  |  |
|       | Matías Rodríguez   | 7     | 6                | 1          |                     |                  |  |
| 03    | Sebastián Ubilla   | 6     | 4                | 1          | 1                   |                  |  |
| 04    | Francisco Castro   | 5     | 1                | 4          |                     |                  |  |
| 05    | Gustavo Lorenzetti | 4     | 3                | 1          |                     |                  |  |
| 06    | Guillermo Marino   | 3     | 1                | 2          |                     |                  |  |
|       | Pedro Morales      | 3     |                  | 3          |                     |                  |  |
| 07    | Charles Aránguiz   | 2     | 1                |            |                     | 1                |  |
|       | Eduardo Morante    | 2     | 1                | 1          |                     |                  |  |
|       | Eugenio Mena       | 2     | 2                |            |                     |                  |  |
| 06    | Ángelo Henríquez   | 1     | 1                |            |                     |                  |  |
|       | Benjamín Inostroza | 1     |                  | 1          |                     |                  |  |
|       | Fabián Carmona     | 1     |                  | 1          |                     |                  |  |
|       | Felipe Gallegos    | 1     | 1                |            |                     |                  |  |
|       | Paulo Magalhaes    | 1     | 1                |            |                     |                  |  |
|       | Luciano Civelli    | 1     | 1                |            |                     |                  |  |
|       | Sebastián Leyton   | 1     |                  | 1          |                     |                  |  |
|       |                    |       |                  |            |                     |                  |  |
| TOTAL | TOTAL              | 57    | 32               | 21         | 3                   | 1                |  |

Última atualização em 4 de dezembro de 2012.

## Cartões
Os cartões amarelos e vermelhos recebidos durante a temporada:
| #     | Futebolista | Expulso | Penalizado com cartão amarelo |
| TOTAL | TOTAL       |         |                               |
| ----- | ----------- | ------- | ----------------------------- |

Última atualização em 27 de maio de 2012.

## Público
| Competição           | Mandante | Visitante | Clássicos[b] | Total | Média |
| -------------------- | -------- | --------- | ------------ | ----- | ----- |
| Amistoso             |          |           |              |       |       |
| Torneio Apertura     |          |           |              |       |       |
| Copa Libertadores    |          |           |              |       |       |
| Copa Chile           |          |           |              |       |       |
| Recopa Sul-Americana |          |           |              |       |       |
| Copa Suruga Bank     |          |           |              |       |       |
| Torneio Clausura     |          |           |              |       |       |
| Total                |          |           |              |       | —     |
| Partidas             |          |           |              |       | —     |
| Média                |          |           |              |       | —     |

Última atualização em 13 de maio de 2012.

## Premiações
Em 24 de julho a CONMEBOL divulgou a seleção da Copa Libertadores. Três jogadores da La U foram mencionados: Matías Rodríguez e José Rojas (como defensores) e Marcelo Díaz (meio-campista).
Em 14 de dezembro, foi a vez de publicar a escalação da Copa Sul-Americana. Dois jogadores do Romántico Viajero, foram eleitos: Paulo Garcés (como melhor goleiro da competição), e Charles Aránguiz (melhor meio-campista).
De acordo com o jornal El País, do Uruguai, quatro jogadores da Universidad de Chile integraram a "Equipe Ideal da América de 2012": Osvaldo González (eleito melhor zagueiro direito), Eugenio Mena (melhor lateral esquerdo), Charles Aránguiz (melhor volante pela direita) e Matías Rodríguez (melhor lateral direito). Este último, foi o terceiro mais votado, com 43188, sendo superado apenas por Neymar e Paolo Guerrero, com 53958 e 43843, respectivamente. No entanto, pela pesquisa feita por jornalistas, apenas Aránguiz e Rodríguez foram figuras desta equipe − embora Mena, Jhonny Herrera e González obtiveram poucos votos e não foi o suficiente para ficar entre a melhor elenco do ano.